# 아일린 퀸
에일린 퀸(Aileen Quinn, 영어 발음: /eɪˈlin/, 1971년 6월 28일 ~ )은 미국의 배우이다. 1982년 영화 《애니》의 주인공 애니 역으로 유명하다.

## 영상 목록

### 영화
- 애니 (1982)
- 오즈의 마법사 (1982, オズの魔法使い) - 영어 더빙

### 텔레비전
- 윌 앤 그레이스 (2020)

## 음반 목록

### 앨범
- Bobby's Girl (1982)
- Spin Me (2015)
- Lightning and Thunder (2019)